# Holmsjön (Gräsmarks socken, Värmland)
Holmsjön är en sjö i Sunne kommun i Värmland och ingår i Göta älvs huvudavrinningsområde. Sjön har en area på 0,137 kvadratkilometer och ligger 342,3 meter över havet.

## Delavrinningsområde
Holmsjön ingår i det delavrinningsområde (667185-133078) som SMHI kallar för Ovan VDRID = 672632-158939 i Rottnans vattendrags*. Medelhöjden är 272 meter över havet och ytan är 26,78 kvadratkilometer. Räknas de 11 avrinningsområdena uppströms in blir den ackumulerade arean 440,03 kvadratkilometer. Rottnan som avvattnar avrinningsområdet har biflödesordning 3, vilket innebär att vattnet flödar genom totalt 3 vattendrag innan det når havet efter 362 kilometer. Avrinningsområdet består mestadels av skog (83 procent). Avrinningsområdet har 1,12 kvadratkilometer vattenytor vilket ger det en sjöprocent på 4,2 procent.